# Vacilando Territory Blues
Vacilando Territory Blues — пятый студийный альбом американского фолк-музыканта Джоша Тиллмана, выпущенный под сценическим псевдонимом J. Tillman. Он был издан 12 января 2009 года лейблом Western Vinyl.

## История
Лейбл пишет: «Vacilando Territory Blues появился в результате трех различных попыток записи в 2008 году, в которых целые сессии были отброшены, и в конечном итоге большая часть окончательного материала всплывала и записывалась за несколько дней до мастеринга. Эта пластинка резко отличается от предыдущих релизов Тиллмана, которые в большинстве своем придерживаются единого настроения и стилистического исполнения. Динамическое напряжение между такими песнями, как „Firstborn“ и „New Imperial Grand Blues“, трудно примирить, но то, как эти песни оформлены, говорит о целостности, не отличимой от классических странных альбомов, таких как After the Gold Rush».

## Песни
Пятый сольный альбом Дж. Тиллмана Vacilando Territory Blues стал первым после присоединения к знаменитой инди-группе Fleet Foxes в качестве барабанщика и первый на лейбле Western Vinyl. Например, «No Occasion» — более дружелюбная песня, чем типичная для него, с виброфоном и меллотроном, скрашивающими атмосферу, но все еще управляемая манящим голосом Тиллмана, тоскливым и прямым, когда он произносит тщетную надежду: «Я не хочу жить снова/ Потому что я не хочу, чтобы эта жизнь закончилась». Также сбалансированная лирическим самоанализом «Steel on Steel» — это еще более плотная аранжировка, от которой голова идет кругом. Эти песни хорошо сочетаются с более мрачными в тональном плане, однако свободные композиции с гитарой по-прежнему остаются рулем Тиллмана. Например, «Vessels» выделяется среди прочих; это поэтическое воспоминание, одновременно и призрачное, и милое — даже симпатичное — с мелодией в избытке. Тиллман говорил, что отказался от партий песен, написанных для альбома, и в итоге использовал коллекцию собранного материала без центральной идеи или звучания. По большей части это не заметно без предварительного ознакомления, за исключением двух идущих друг за другом «блюзовых» треков. «Barter Blues», эпический банджо-фолк, который заканчивается странным рок-джемом, не совсем вписывается, по крайней мере, в середину линейки треков. Визжащие саксофоны открывают следующую песню, «New Imperial Grand Blues», как космические корабли, приземляющиеся в середине артхаусной романтической драмы. Может быть, смысл в том, чтобы встряхнуть обстановку, но если добавить к этому бесстрастный, похожий на Пегги Ли вокал, который временно отказывается от его фирменной хрипловатой мольбы, то песня становится неуместной. Затем альбом возвращается к скупому и искреннему звучанию в «Master’s House» и завершается в том же духе.

## Отзывы
| Совокупная оценка | Совокупная оценка |
| Источник          | Оценка            |
| ----------------- | ----------------- |
| Metacritic        | 73/100            |
| Оценки критиков   |                   |
| Источник          | Оценка            |
| Pitchfork Media   | (7.6/10)          |
| AllMusic          | [ 1 ]             |

Альбом получил положительные отзывы музыкальных критиков и интернет-изданий.
Марси Донелсон из AllMusic отметил, что «Пластинка осталась верна его отличительному бренду интимного, Lo-Fi певца/сонграйтера, но предлагает несколько более быстрый темп и более широкий спектр инструментов, чем предыдущие работы, с помощью нескольких коллабораторов, включая членов группы Foxes Кейси Уэскотта и Кристиана Варго. В конечном счете, Vacilando Territory Blues по-прежнему звучит безошибочно, как Тиллман, а не Fleet Foxes или кто-то еще, и поклонники оценят, даже несмотря на эксперименты с плотностью и разнообразием, его неизменно надежное написание песен и выразительную уязвимость».

## Список композиций
| №                   | Название                   | Длительность |
| ------------------- | -------------------------- | ------------ |
| 1.                  | «All You See»              | 0:47         |
| 2.                  | «No Occasion»              | 3:51         |
| 3.                  | «Firstborn»                | 3:29         |
| 4.                  | «Vessels»                  | 3:46         |
| 5.                  | «James Blues»              | 2:30         |
| 6.                  | «Steel On Steel»           | 4:39         |
| 7.                  | «Labourless Land»          | 3:24         |
| 8.                  | «Barter Blues»             | 7:24         |
| 9.                  | «New Imperial Grand Blues» | 4:02         |
| 10.                 | «Master's House»           | 4:56         |
| 11.                 | «Someone, With Child»      | 3:16         |
| 12.                 | «Above All Men»            | 3:53         |
| 13.                 | «Vacilando Territory»      | 3:30         |
| Общая длительность: | Общая длительность:        | 49:27        |